# Copa Constitució 2012-2013
La Copa Constitució 2012-2013 è la 21ª edizione della Coppa di Andorra di calcio. Il torneo è iniziato il 13 gennaio ed è terminato il 26 maggio 2013. Il Futbol Club Santa Coloma è il detentore del titolo. L'UE Santa Coloma ha vinto il trofeo per la prima volta.

## Turno di qualificazione
| Squadra 1        | Risultato        | Squadra 2         |
| ---------------- | ---------------- | ----------------- |
| 13 gennaio 2013  |                  |                   |
| Rànger's         | 9 - 0            | Penya Encarnada   |
| Encamp B         | 5 - 4            | Principat B       |
| FS La Massana    | 3 – 3(3 - 1 dcr) | Extremenya        |
| Atlètic Escaldes | 3 - 2            | FC Santa Coloma B |

## Primo turno
| Squadra 1        | Risultato   | Squadra 2         |
| ---------------- | ----------- | ----------------- |
| 27 gennaio 2013  |             |                   |
| Rànger's         | 1 - 2       | Lusitans B        |
| Encamp B         | 4 - 1       | Casa del Benfica  |
| FS La Massana    | 2 - 5       | UE Santa Coloma B |
| Atlètic Escaldes | 3 - 5 (dts) | FC Ordino         |

## Secondo turno
| Squadra 1         | Risultato | Squadra 2      |
| ----------------- | --------- | -------------- |
| 3 febbraio 2013   |           |                |
| Rànger's          | 0 - 7     | Principat      |
| Encamp B          | 0 - 4     | Encamp         |
| UE Santa Coloma B | 0 - 6     | Engordany      |
| FC Ordino         | 2 - 0     | Inter Escaldes |

## Quarti di finale
| Squadra 1               | Totale | Squadra 2       | Andata | Ritorno |
| ----------------------- | ------ | --------------- | ------ | ------- |
| 28 aprile/5 maggio 2013 |        |                 |        |         |
| Principat               | 1 - 8  | UE Santa Coloma | 0 - 1  | 1 - 7   |
| Encamp                  | 1 - 3  | FC Santa Coloma | 1 - 0  | 0 - 3   |
| Engordany               | 0 - 19 | Sant Julià      | 0 - 7  | 0 - 12  |
| FC Ordino               | 1 - 5  | Lusitans        | 0 - 2  | 1 - 3   |

## Semifinali
| Squadra 1         | Totale | Squadra 2       | Andata | Ritorno |
| ----------------- | ------ | --------------- | ------ | ------- |
| 12/19 maggio 2013 |        |                 |        |         |
| UE Santa Coloma   | 6 - 0  | FC Santa Coloma | 3 - 0  | 3 - 0   |
| Sant Julià        | 2 - 1  | Lusitans        | 0 - 0  | 2 - 1   |

## Finale
| Arbitro: | Rui Miguel Maciel De Queiros |

|                                |           |                          |
| Rubio 24’, 89’ Luis Miguel 94’ | Marcatori | 6’ Fabio Serra 26’ Veiga |